# Artik
Artik (armenio: Արթիկ) es una comunidad urbana de Armenia perteneciente a la provincia de Shirak.
En 2011 tiene 19 534 habitantes.
Cuenta con iglesias de los siglos V al VII, siendo especialmente destacable la iglesia de San Esteban del monasterio de Lmbatavank. La localidad fue un pequeño pueblo hasta que en 1939 fue refundada como comunidad urbana.
Se ubica en el sur de la provincia, unos 15 km al noroeste del monte Aragats y de Ereván (20 km).